# 2時のロードショー
『2時のロードショー』（にじのロードショー）は、1982年3月1日から1994年9月28日までテレビ東京で放送されていた映画番組である。

## 概要
1982年3月1日から放送開始。主に洋画を日本語音声のみで放送し、作品のラインナップは後番組の午後のロードショーよりもコアなB級映画や風変わりな作品、木曜洋画劇場で放送された作品の再放送などが多かった。放送される作品名は他局で既にタイトルが命名されていても、新しくタイトルを付け直していたこともあった。洋画を放送する場合は、映画のオープニングに流れるキャストクレジットが全て出終わった際に邦題テロップを画面に大きく表示し、その後画面下部に主要キャスト2～3名の名前→監督名を表示していた。番組の終盤にはゴールデンタイムで放送される番組の宣伝テロップが下部に流れる。また、映像はリマスターせずに放送していたため、フィルムのゴミや焼けなどがそのままの状態であった。
放送時間は90分であるが、頭5分にはカウキャッチャーが入るため、実質この番組は85分枠であり、CMや通販番組を除いた映画の放映時間は69分とかなり短い。一部の作品は前後編で放送されることもあった。日本語吹替は午後のロードショーと同じく基本的に新規製作はしていないが、『ナポリと女と泥棒たち』や『ナチスの亡霊』等、ごくたまに新録を行うことがある。2時のロードショーのオープニングとエンディングは質素に作られており、どちらとも『2時のロードショー』という1枚のフリップが数秒表示されるのみである（エンディングはオープニングのフリップに『テレビ東京』と『終』の文字が入っている）。1994年9月28日をもって放送終了。テレビ東京の昼の映画枠は時間を2時間に拡大し『シネマタウン』として引き継がれ、更に1996年4月1日からは『午後のロードショー』に引き継がれている。

## 放送時間
いずれも日本標準時。
- 月曜 - 金曜 14:00 - 15:25 （1982年3月31日[要検証 – ノート] - 1990年3月30日）[3]
- 月曜 - 金曜 14:00 - 15:30 （1990年4月2日 - 1991年6月28日）[3]
- 月曜 - 木曜 14:00 - 15:30 （1991年7月1日 - 1992年3月26日）[3]
- 月曜 - 水曜 14:00 - 15:30 （1992年3月30日 - 1994年9月28日[要検証 – ノート]）[3]